# 美国三部曲
《美国三部曲》包含了三部由塞吉歐·李昂尼執導的電影，於1968年～1984年之間的16年間陸續上映。

## 電影
| 片名           | 義大利上映日期 | 導演          | 編劇                                                                                                | 製片人          |
| -------------- | -------------- | ------------- | --------------------------------------------------------------------------------------------------- | --------------- |
| 《狂沙十萬里》 | 1968年12月21日 | 塞吉歐·李昂尼 | 塞吉歐·李昂尼、謝爾吉歐·多納蒂                                                                      | 比諾·西科尼亞   |
| 《革命怪客》   | 1971年10月29日 | 塞吉歐·李昂尼 | 塞吉歐·李昂尼、謝爾吉歐·多納蒂、盧西亞諾·文森佐尼                                                   | 弗爾維奧·莫塞拉 |
| 《四海兄弟》   | 1984年9月28日  | 塞吉歐·李昂尼 | 李奧納多·本維努提、皮耶羅·德·伯納迪、安里克·梅迪奧裡、佛朗哥·阿爾卡利、法蘭科·菲利尼、塞吉歐·李昂尼 | 艾農·米爾臣     |

### 狂沙十萬里
作為三部曲的第一部，《狂沙十萬里》也是塞吉歐·李昂尼事業中的一個轉捩點，他放棄了義大利式西部片的風格，轉而採用更個人化的方式重新詮釋經典西部片風格，儘管仍保有其個人特色。隨著風格的改變，拍攝地點也隨之改變：不再是在《鏢客三部曲》中所使用的西班牙安達盧西亞，而是改到美國的紀念碑谷，以向他極為敬仰的大導演約翰·福特致敬。這部電影依然由顏尼歐·莫利克奈配樂，最終獲得了巨大的成功。

### 革命怪客
《革命怪客》代表了李昂尼邁向藝術完全成熟的又一步，也進一步脫離了他早期職業生涯中的西部片風格。在這部作品中，他甚至彷彿在解構或褻瀆正是讓他成名的那一類型。電影在敘事上交替呈現戲劇性（甚至帶有煽情）與喜劇性，悲劇與諷刺並存。此外，李昂尼在這部作品中引入了一個新的主題——革命，這成為貫穿全片的重要核心。電影的開場就引用了毛澤東對於革命意義的名言：
革命不是請客吃飯，不是作文章，不是繪畫繡花，不能那樣雅致，那樣從容不迫文質彬彬，那樣溫良恭儉讓。革命是暴動，是一個階級，推翻一個階級暴力的行動。——片頭

### 四海兄弟
作為三部曲的最後一部，同時也是李昂尼的最後一部電影，《四海兄弟》是在他於1989年，年僅60歲便英年早逝之前完成的作品。這部電影耗資巨大，歷時13年製作，是這位羅馬導演最複雜、也最成功的一部作品。也正因為這部電影，他被公認為義大利最偉大的導演之一。
這部電影無疑是李昂尼作品中最緊扣「時間」主題的一部，透過閃回倒敘與予弁法的結構幾乎完全消除了當下時間的存在，或者至少讓觀眾難以分辨何者才是真正的「現在」。影片透過主角——黑幫成員大衛·「麵條」·阿倫森（他既是本片主角，也是小說《持槍者》的作者本名，電影正是根據該書改編）——的視角，描繪他在黑幫世界中的權力之路。李昂尼在片中巧妙交錯各個時代與情境，藉此讓觀眾儘可能被帶入電影之中。這部作品被深深銘記為電影史上最偉大的傑作之一，同時也是李昂尼導演生涯的遺囑。

### 細節和共性
在這三部作品中，只有第一部真正屬於讓李昂尼成名的類型——西部片。《革命怪客》若硬要歸類為西部片，會顯得有些牽強，因此更常被視為一部冒險劇情片；至於《四海兄弟》，則可泛泛地歸入黑幫電影的範疇。有趣的是，正是這第三部、風格與他以往完全不同的電影，反而被公認為這位羅馬導演的真正傑作。
三部電影的交集點在於導演以及構成三部曲主題的關鍵元素——時間。這三部電影，特別是《四海兄弟》，其根源都與時間及其帶來的無窮感覺有關（正如莫蘭多·莫蘭迪尼在他的電影辭典中所說）。它們都發生在一個擴展的時代背景中，因此也使得電影的時長非常長：
- 《狂沙十萬里》，2小時46分鐘
- 《革命怪客》，2小時18分鐘
- 《四海兄弟》，3小時49分鐘

然而，還有兩個不可忽視的共同點，這些共同點對三部電影至關重要：一是顏尼歐·莫利克奈的音樂，他的音樂作品聞名於世，並且其中包含了他創作過的最佳主題之一；二是尼諾·巴拉利的剪輯，他始終參與了三部電影的後期製作。

## 反響

### 票房
| 片名           | 義大利上映日期 | Incassi ($)           | Incassi ($)  | Incassi ($) | Incassi ($) | 預算（美元） |
| 片名           | 義大利上映日期 | 義大利 （以歐元計算） | 美國和加拿大 | 國際        | 世界        | 預算（美元） |
| -------------- | -------------- | --------------------- | ------------ | ----------- | ----------- | ------------ |
| 《狂沙十萬里》 | 1968年12月21日 | 1,293,037             | 5,321,508    | —           | >8,000,000  | 5,000,000    |
| 《革命怪客》   | 1971年10月29日 | 1,272,949             | —            | —           | >2,000,000  | —            |
| 《四海兄弟》   | 1984年9月28日  | >3,300,000            | 5,321,508    | —           | >10,000,000 | 30,000,000   |
| 總計           | 總計           | >5,865,986            | >10,643,016  | —           | >20,000,000 | >35,000,000  |

### 評價
| 片名           | 爛番茄          | Metacritic     |
| -------------- | --------------- | -------------- |
| 《狂沙十萬里》 | 96%（67則評論） | 82（9則評論）  |
| 《革命怪客》   | 92%（26則評論） | 77（5則評論）  |
| 《四海兄弟》   | 87%（55則評論） | 75（20則評論） |
| 平均           | 92%             | 78             |